# 京都府道209号長法寺向日線
京都府道209号長法寺向日線（きょうとふどう209ごう ちょうほうじむこうせん）は、京都府長岡京市から向日市に至る一般府道である。

## 概要
長岡京市今里から向日市向日町に至る。京都府の乙訓地域を横断する一般府道のひとつ。向日市中心部と光明寺を結ぶことから別名「光明寺道」と呼ばれる。また、滝ノ町一丁目から向日市五辻交差点の区間は、東向きの自転車を除く車両一方通行である。

### 路線データ
- 起点：長岡京市今里（光明寺道交差点、京都府道10号大山崎大枝線交点）
- 終点：向日市向日町（五辻交差点、京都府道・大阪府道67号西京高槻線・京都府道203号志水西向日停車場線交点）

## 路線状況

### 道路施設

#### 橋梁
- 今里橋（小畑川、長岡京市）

## 地理

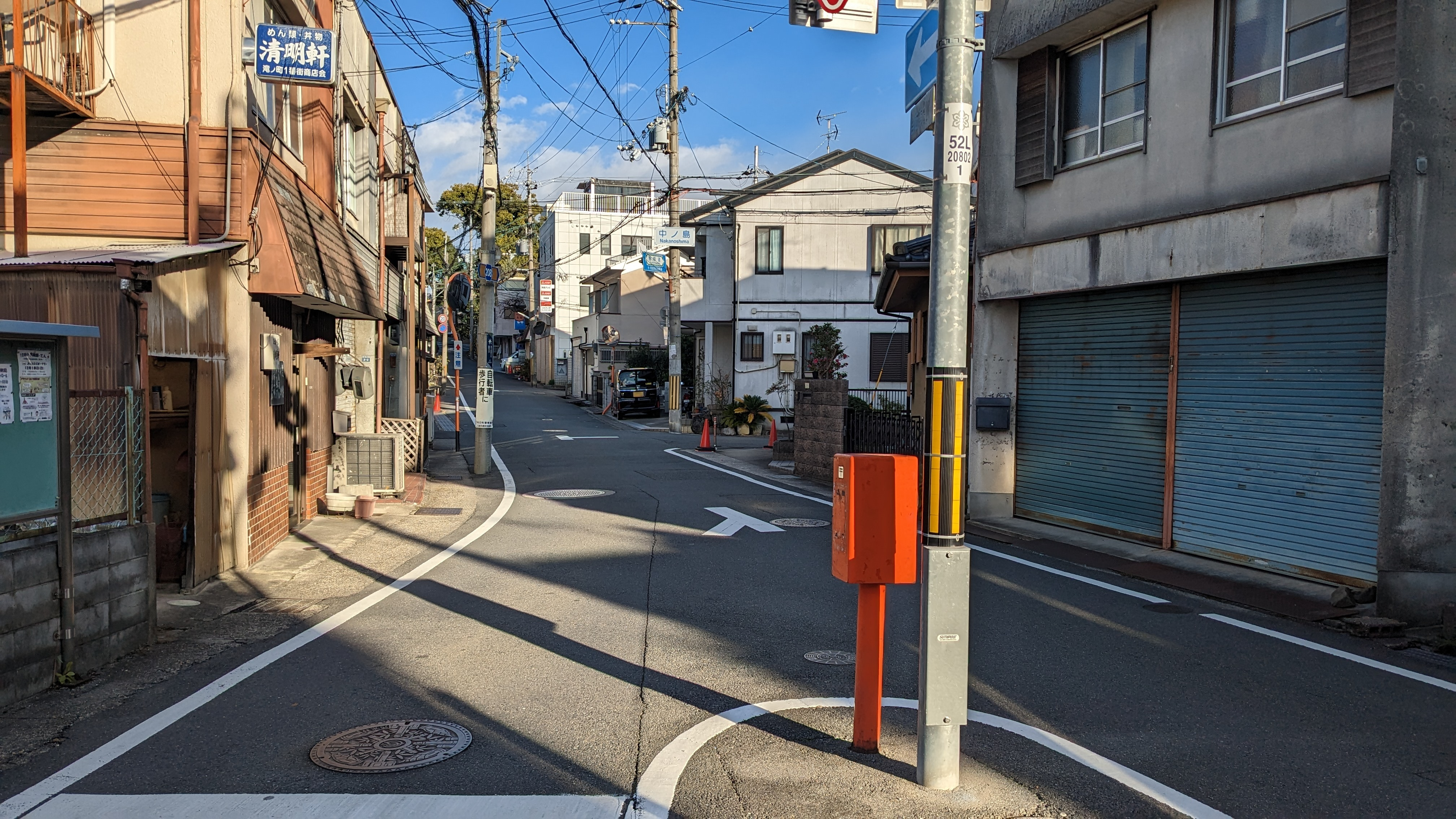
中ノ島交差点（長岡京市滝ノ町）
中ノ島交差点から終点までの約250 mは京都府道208号向日善峰線（分岐：左）との重複区間

### 通過する自治体
- 京都府
  - 長岡京市 - 向日市

### 交差する道路
| 交差する道路                                                     | 市町村名 | 交差する場所 | 交差する場所          |
| ---------------------------------------------------------------- | -------- | ------------ | --------------------- |
| 京都府道10号大山崎大枝線 / 丹波街道                              | 長岡京市 | 今里蓮       | 光明寺道交差点 / 起点 |
| 京都府道・大阪府道67号西京高槻線 / 京都外環状線                  | 長岡京市 | 今里         | 更ノ町交差点          |
| 京都府道205号中山向日線                                          | 長岡京市 | 滝ノ町1丁目  | 滝ノ町一丁目          |
| 京都府道208号向日善峰線 / 善峰道                                 | 長岡京市 | 滝ノ町1丁目  |                       |
| 京都府道・大阪府道67号西京高槻線 京都府道203号志水西向日停車場線 | 向日市   | 向日町       | 五辻交差点 / 終点     |

### 沿線
- 西山浄土宗総本山光明寺
- 京都府立向日が丘療育園
- 長岡京市立長岡第二中学校
- 長岡京市立長岡第三小学校
- 京都中央信用金庫 今里支店
- 京都信用金庫 滝ノ町支店
- 向日市立向陽小学校
- 向日市立勝山小学校